# Ватман
Ва́тман, ва́тманський папі́р (англ. Whatman paper) — білий високосортний папір без яскраво вираженої фактури, щільний, з поверхневою проклейкою. Відрізняється великою опірністю до стирання. 

## Опис. Історія
Належить до типу малювальних паперів (вживається для малювання італійським олівцем або для акварелі). 
Вперше був виготовлений в середині 1750-х рр. в Англії паперовим фабрикантом Джеймсом Ватманом старшим (англ. James Whatman), який ввів нову паперову форму, що дозволяла отримувати аркуші паперу без слідів сітки. 
Ватманський папір швидко знайшов прихильників серед художників-акварелістів; зокрема, його високо оцінював Гейнсборо.
Сам Ватман назвав свій винахід англ. wove paper, дос. «веленевий папір», або «тканий папір». 
В українській мові прижилася назва на честь винахідника.
В Україні ватманський папір набув поширення у другій половині XIX століття і застосовувався для друкування літографій і гравюр, а також для малювання і різноманітних креслярських робіт, виконаних олівцем, тушшю чи акварельними фарбами.
За радянських часів в торгівлі був ватманський папір в рулонах шириною по 155 см. Товщина такого ватману дозволяла робити виправлення тексту чи малюнків, виконаних тушшю, шляхом зрізання зігнутим між пальцями лезом безпечної бритви чи розбитим склом колби електролампи розжарювання.